# Стів Лукатер
Стів Лукатер (англ. Steve Lukather) (* 21 жовтня 1957, Лос-Анджелес) — американський музикант, гітарист, композитор, аранжувальник, один з засновників лос-анджелеського гурту «Toto».

## Дискографія

### Сольні роботи
- Lukather (1989)
- Candyman (1994)
- Luke (1997)
- No Substitutions: Live in Osaka (2001)
- Santamental (2003)
- Ever Changing Times (2008)
- All's Well That Ends Well (2010)

### У складі Los Lobotomys
- Los Lobotomys (1989)